# Rosenkronill
Rosenkronill (Securigera varia) är en art i familjen ärtväxter. Den kommer ursprungligen från centrala och södra Europa och har inplanterats i USA och Kanada för att hejda jorderosion. Där har den på många ställen blivit ett problem som invasiv art.  
Rosenkronill är en flerårig ört. Blommorna är ljusrosa och sitter i flockar. De blommar mellan maj och september och trivs bäst i väldränerad jord i soliga lägen.